# ガンダムウォーネグザ
ガンダムウォーネグザ（GUNDAM WAR NEX-A）は、株式会社バンダイから発売されていたトレーディングカードゲームである。1999年より発売されているガンダムウォー（以下、「旧GW」という）の後継作品。

## 概要
ガンダムウォーネグザ（以下、「ネグザ」という）は、旧GWのシステムを変更し、2011年10月21日に発売が開始され、2017年1月31日にサポートを終了した。
旧GWのカードも一定の条件の下で使用が可能であるが、実際はほとんど使用できない状態にあった（後述）。

### ロールコストの導入
旧GWでは、国力さえ発生していれば、基本的にいくらでもカードのプレイ（カードの使用、配備等）が可能であった。そのため、戦況にあった目当てのカードを引けるかどうか、そのためのデッキ構築をしているかが勝敗のウェイトを占めていた。他方、ネグザではカードと能力をプレイする際にコストを支払わせることで、手札のカードを自由にプレイすることができなくなった。他のカードゲームにもよく見られるので目新しさは感じないが、ガンダムウォーは1ターンが複数のフェイズ・ステップに分かれており、それぞれのカードの使用可能領域がワンパターンではないので、戦況の見極めが非常に難しい。さらにはカード特有の効果も多いため、カードをプレイする順番やタイミングが非常に重要になる。ロールコストの導入は、ガンダムウォー独自の難しさと楽しさを生み出している。

### 紫国力の単色化と一部勢力の再振り分け
旧GWでは、紫の指定国力を持つカードは、任意の色にコストを支払わせることが可能（混色カードの場合は例外、詳細はガンダムウォー#カードの色参照）だが、ネグザでは紫の指定国力を持つ単色カードのプレイルールが変更された。指定国力が紫であるカードは、紫以外のカードにロールコストを支払わせる場合は、ロールコスト値の倍で支払わなければならない。紫単色以外のデッキのプレイ条件が厳しくなる。また、紫の指定を含む混色勢力は、ネグザ移行に伴い廃止されることになった。
- ネグザより新規参入の『機動戦士ガンダムAGE』『ガンダムビルドファイターズ』が前述の紫単色勢力に編入された。
- 紫混色勢力の廃止・ガンダムAGEのカードの紫への振り分けとともに、旧GWでは、主に紫混色勢力に属する『機動戦士ガンダム00』のカードは、青、緑、赤、黒4色のデュアルカードと紫の単色カードを中心として、再度振り分けを行っている。
  - 例：ガンダムエクシアやその関連のカードは、旧GWの「紫のデュアルカード」から「青と黒のデュアルカード」が変更された。
- また、宇宙世紀系の一部勢力が細分化されたため、旧GWと色が異なる勢力が多数存在する。下記は一部の例：
  - アルビオン隊：（『機動戦士ガンダム0083 STARDUST MEMORY』）青→黒
  - リガ・ミリティア（『機動戦士Vガンダム』）：青→赤
  - ネオ・ジオン（『機動戦士ガンダム 逆襲のシャア』）：赤→緑
  - 死の旋風隊（『機動戦士クロスボーン・ガンダム』）：赤→黒
  - スペースアーク隊：（『機動戦士ガンダムF91』）：青→赤
  - クロスボーン・バンガード：（『機動戦士ガンダムF91』）：赤→黒